# 대우건설
대우건설(大宇建設)은 1973년 설립되어 대한민국에 본사를 둔, 중흥그룹의 관계사이며 소속된 코스피 상장 건설 회사이다. 대한민국의 주요 시공물에는 월성원자력발전소 3,4호기, 동작대교, 누리마루, 거가대교, 시화호조력발전소 등이 있으며, 해외 주요 시공물로는 파키스탄 고속도로, 리비아 종합병원, 말레이시아 텔레콤빌딩, 라오스 호웨이호 댐 등이 있다. 대우건설은 주거용 아파트 분야에서는 푸르지오라는 브랜드를 사용하였다.
국토교통부가 발표한 2021년 시공능력평가에서 토목건축공사업 시공능력평가액 8조 7,290억원으로 5위를 기록했다. 2021년 6월 건설사 브랜드평판 2위를 달성했으며 푸르지오 브랜드가 한국서비스대상 아파트부문 종합대상을 차지했다.

## 역사
대우건설㈜는 1973년에 창립해 1980년대에 들어와 ㈜대우의 건설부문으로 바뀌면서 활동 영역을 넓혀 나갔다. 1993년 대우의 세계경영 선언에 맞춰 지구촌건설이라는 슬로건을 내걸고 더욱 적극적으로 사업확장을 꾀하였다. 하지만, 1999년 대우그룹은 워크아웃을 맞이하였으며, (주)대우는 건설부문인 대우건설, 무역부문인 (주)대우, 대우인터내셔널 세 개의 회사로 분리되게 되었다. 모든 부실 자산을 떠안은 (주)대우는 상장폐지되었고, 대우인터내셔널은 2010년 포스코에 편입되어 포스코대우(현 포스코인터내셔널)가 되었다.
한국자산관리공사가 인수한 대우건설은 아파트 브랜드 푸르지오, 해외수주 성적을 바탕으로 2003년 조기에 워크아웃을 종결하였는데 같은 해 창단된 한국 최초 시민구단인 대구 FC 후원을 위해 3억원을 내놓기도 했다. 2006년 금호아시아나그룹이 인수하면서 당시 서울역 대우센터(현 서울스퀘어) 등 알짜 자산을 매각당하고 대한통운 인수에 참여하는 등 힘든 시기를 겪었다. 2009년에 금호아시아나그룹의 유동성 위기가 불거지면서 2010년에 한국산업은행에 인수되었다.

대우건설은 한때 3년 연속 (2006~2008) 시공능력평가 1위까지 올랐으나, 2011년 6위로 떨어졌다. 2012년 3위, 2013년 3위, 2014년 5위, 2015년 3위, 2016년 4위, 2017년 3위, 2018년 4위, 2019년 5위, 2020년 6위, 2021년 5위를 차지했다. 2021년 12월 중흥건설(광주광역시 소재)에 의해 인수되었다.

## 연표

### 대우개발 주식회사
- 1973년 대우실업, 영진토건사 인수. 대우건설(주) 창립.
- 1974년 대우개발(주)로 상호 변경.
- 1975년 해외건설업 면허 취득. 대우센터 착공.
- 1976년 남미 에콰도르 진출.
- 1977년 아프리카 수단, 리비아 진출. 대우센터 준공.
- 1978년 동작대교 착공. 옥포조선소 착공. 롯데호텔 준공.
- 1980년 수단 타이어 플랜트 준공. 해외 종합건설업 면허 취득.
- 1981년 울산화력 4,5,6호기 준공. 88올림픽고속도로 착공.

### 주식회사 대우
- 1982년 대우실업(주)과의 통합, (주)대우 출범. 해외건설 수출 30억불탑 수상.
- 1983년 나이지리아, 말레이시아, 이란 진출.
- 1984년 건설기술연구소 설립. 국립현대미술관 착공. 해외건설수출 40억불탑 수상. 서울 힐튼호텔 준공. 중부고속도로 착공.
- 1985년 싱가폴 8,000세대 아파트 준공. 보츠와나, 인도네시아 진출.
- 1986년 건설부 토목부분 85년도 우수 시공업체 선정. 조달청 86년도 조달협력상 수상.
- 1987년 조달청 86년도 우수 시공업체 선정. 아이보리코스트 진출. 선진형 Gene-Con 추진.
- 1988년 미국 건설시장 진출. 카메룬, 중화민국 진출. 일본 건설시장 진출. 후쿠오카 영사관 기공.
- 1989년 방글라데시 진출. 부산 수영만 마리나 타운 개발.
- 1990년 일본 건설업체 연합회 가입. 일본 후쿠오카 SRP사업 참여. 미국 ASME 인증서 취득.
- 1991년 일본 Ohori City Club 준공. 새만금 간척사업 참여. 파키스탄 고속도로 공사 수주. 월성 원전 3,4호기 수주.
- 1992년 경부 고속철도 사업참여. 서인천 복합화력 발전소 준공. 말레이시아 Plaza Rakyat 수주.
- 1993년 건설업계 최초 ISO 9000s 품질인증 획득. 라오스댐 공사 B.O.T 방식 수주. 제1회 산업안전보건대상 수상.
- 1994년 건설기술연구소 1단계 준공. 품질경영 선언대회 개최. 중국 산동시멘트 공장 기공. 건설 경영대상 수상. 고속철 운주터널 관통.
- 1995년 가나 도로공사 수주. 대우주택 문화관 개관. 중국 상해비지니스 센타 건립계약.
- 1996년 일본 후쿠오카 Canal City Hakada 준공. 인도네시아 보소와 플랜트 수주. 리비아 트리폴리 중앙병원 준공. 폴란드, 필리핀, 루마니아, 우크라이나 진출.
- 1997년 말레이시아 Plaza Rakyat 2단계 수주. 상해대우센터 수주. 나이지리아 LNG PLANT 수주. 서소문공원 지하주차장 준공. 북한경수로 사업착공. 서인천복합화력발전소 3.4단계 준공. 파키스탄 고속도로 준공. 화동화력발전소 1, 2호기 준공.
- 1998년 울산제2복합화력발전소 준공. 대우 하수영양소제거공법(DNR) 건교부 신기술 제 9호 지정. 건설기술연구소 종합준공. 일본 다찌바다 화력발전소 철골 수주. 대구-포항간 고속도로 기공. 부산항 감만부두 준공. 월성원자력 3호기 준공.
- 1999년 업계 최초 원전 시공기술 해외수출(중화민국). 말레이시아 비전시티 오피스 타워 준공. 금호 11구역 재개발 사업 수주. 인도네시아 보소와시멘트 화입식 거행. 팔라우 공화국 도로공사 수주. 부산-거제간 연결도로 사업 투자협약 체결. 베트남 18번 도로 준공. 8월 워크아웃 돌입.
- 2000년 오만 소하르 항만공사 수주. 우수기업연구소 대통령 표창 수상. 전국건설현장 안전사례 발표대회 대상 수상. 인도 다울리강가 수력발전소 공사 수주. 중화민국에 원전시공 핵심기술 수출. 산업재해예방 우수현장 선정 대통령표창 수상.

## 같이 보기
- 대우그룹
- 한국산업은행